# هيلموت شون
هيلموت ستشون (بالألمانية: Helmut Schön)
من مواليد 15 سبتمبر 1915 في دريسدن في ألمانيا، وتوفي في 23 فبراير 1996 في فيسبادن في ألمانيا، لاعب كرة قدم ألماني سابق، ومدرب كرة قدم ألماني سابق.
درب منتخب ألمانيا لكرة القدم من سنة 1964 وحتى سنة 1978، وفاز معهم في كأس الأمم الأوروبية لكرة القدم 1972 وبطولة كأس العالم لكرة القدم 1974.

## روابط خارجية
- هيلموت شون على موقع مونزينجر (الألمانية)
- هيلموت شون على موقع ديسكوغز (الإنجليزية)
- هيلموت شون على موقع قاعدة بيانات كرة القدم.إي يو (الإنجليزية)
- هيلموت شون على موقع بيانات كرة القدم. دي إي (الألمانية)
- هيلموت شون على موقع ليكيب (الفرنسية)
- هيلموت شون على موقع ناشيونال فوتبول تيمز (الإنجليزية)
- هيلموت شون على موقع عالم كرة القدم.نت (الإنجليزية)
- هيلموت شون على موقع أوليمبيديا (الإنجليزية)